# Pernil serrà
El pernil serrà o pernil salat és un aliment obtingut a partir de la salaó i assecat a l'aire de les potes del darrere del porc. Aquest mateix producte rep també el nom de paleta o espatlla quan s'obté de les potes davanteres. El terme pernil serrà es contraposa al pernil cuit, també anomenat "pernil dolç".
El porc pot ser de raça blanca o bé de la raça anomenada ibèrica. El pernil d'aquest últim és anomenat llavors, pernil ibèric, i pernil de gla quan aquest últim ha ingerit certa quantitat de gla durant el període d'engreixament. El porc blanc no s'alimenta amb gla. El pernil i les paletes de porc Duroc són un tipus de pernil més infiltrat i amb més greix dorsal que el pernil de porc blanc.

## Pernil serrà vs. pernil ibèric
Pernil serrà significa literalment "pernil de la serra o de la muntanya", i les companyies processadores empraven el nom per donar idea del seu origen serrà. Tot i així autors moderns mantenen que es diu serrà pel costum de curar el pernil en paratges alts sota la neu de les serres, on les baixes temperatures faciliten el curat. La primera definició seria impròpia atès que avui dia tots els porcs són criats en porcelleres, baconeres, corraletes o cortielles (per no dir grans naus especialitzades) és a dir no es crien a la serra pasturant les trujades com es feia antigament.
En el llenguatge ordinari -especialment en les cartes dels restaurants - quan s'ofereix "pernil serrà" se sobreentén que no es tracta de pernil serrà de porc ibèric, sinó de pernil serrà de porc blanc, més barat. Quan s'ofereix pernil cuit o de York es sobreentén també que es tracta de porc blanc, ja que el pernil ibèric no se sol coure. Excepcionalment, però, alguns establiments ofereixen porc ibèric cuit, que no ha estat curat prèviament. En alguns països el nom pernil serrà fa referència per extensió al pernil curat per distingir-lo del pernil dolç que es coneix simplement com pernil.

## Denominacions

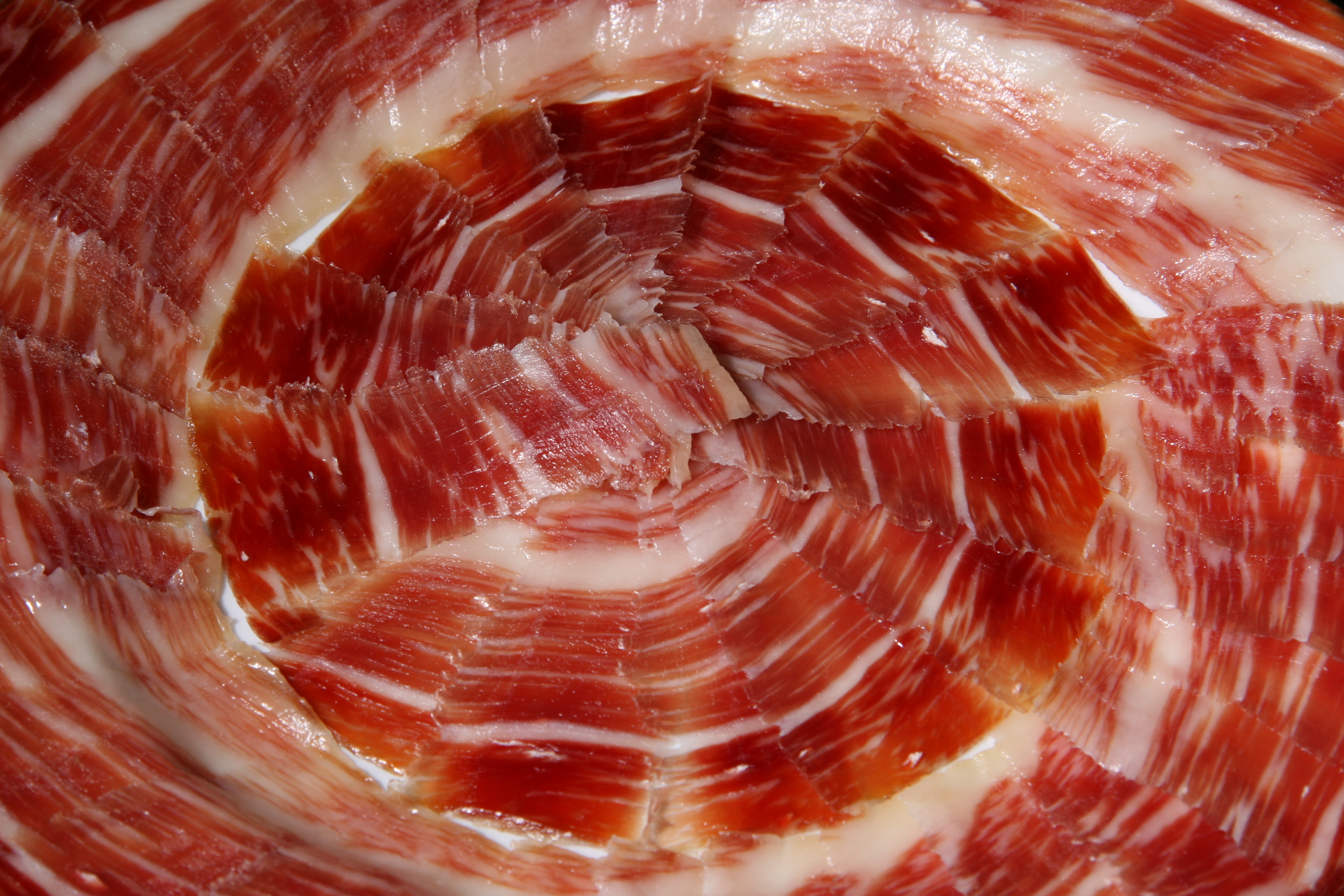
Plat de pernil serrà.

El pernil serrà curat té tres denominacions:
- Bodega curat de 9 a 12 mesos,
- Reserva de 12 a 14 mesos i
- Gran reserva curat a partir de 15 mesos o més.

Aquestes denominacions, són especificades per l'article 21, de el Reial Decret 474/2014, de 13 de juny, pel qual s'aprova la norma de qualitat de derivats carnis.

## Característiques legals
La denominació "jamón serrano - pernil serrà" està protegida com Especialitat Tradicional Garantida (ETG) pel Reglament de la Unió Europea 2082/92, en el qual es defineixen les característiques del procés i del producte acabat dins d'aquesta denominació també hi ha tres categories que té estipulada aquesta organització i que podia ser com l'anterior del pernil curat de porc blanc "bronze per pernils de 9 a 12 mesos de curació, plata per als de 12 a 15 mesos i or per als que tinguin una curació superior als 15 mesos.

## Denominacions d'origen
- el pernil de porc Duroc,
- el Pernil de Trevélez,[5] poble de la província de Granada.
- Pernil amb Denominació d'Origen Pernil de Terol, localitzat a Terol, dins el Sistema Ibèric on es donen les condicions per al seu correcte assecat.[6]

- El pernil amb Denominació d'Origen Dehesa de Extremadura té igualment un alt prestigi unit a una gran qualitat certificada per l'Organisme Certificador de la Dehesa de Extremadura que vetlla perquè la raça dels porcs sigui pura, que la seva alimentació sigui a força de glans, que la seva criança es realitzi a la devesa extremenya i que la curació de les peces es dugui a terme en assecadors a Extremadura.
- Denominació d'Origen Protegida Jabugo, que és la que registra més vendes a tot el món donada la seva altíssima qualitat. Destaquen en aquest últim sentit les produccions de les localitats del Parc Natural Serra d'Aracena i Pics d'Aroche, especialment de Cortegana, Aracena i Jabugo.
- Denominació Geogràfica Protegida del Pernil de Serón, a la província d'Almeria.

- El pernil de Guijuelo és un pernil curat amb Denominació d'Origen en el municipi de Guijuelo (província de Salamanca). La denominació d'Origen "Guijuelo" va ser concedida l'any 1986.3 Els processos d'elaboració d'aquest pernil són estàndards, sent la seva característica la carn de l'animal i el procés de curat a l'aire en cellers especials, que reben els vents secs i freds de la Serra de Gredos i Béjar. Els exemplars curats han d'acollir a les característiques definides en el Consell Regulador de la Denominació d'Origen.

És de ressaltar que el 60% de la producció espanyola de pernil ibèric pertany a la DO Pernil de Guijuelo.
En Portugal s'utilitza la paraula "presumpte" per denominar aquest tipus de pernil. A l'Argentina es distingeix el pernil serrà del pernil cru per estar el primer recobert de pebre vermell.
En l'anomenat procés de curació es poden trobar tres factors imprescindibles que, al conjugar, produeixen una maduració ideal en els pernils.
- Els mètodes d'elaboració lenta i artesanal en oposició a les innovacions tecnològiques que acceleren la producció.
- Hiverns freds i secs i estius suaus i curts.

|                  | Pernil de porc blanc                                        | Pernil de porc Duroc | Pernil de porc ibèric                                                   |                      |
| Producció (2003) | 88,7%                                                       | 11,3%                |                                                                         |                      |
| raça             | Mescles de les races Duroc, Landrace, Large White, Pietrain | Duroc 100%           | Porc ibèric (sud-oest d'Espanya i Portugal) amb porcs de la raça Duroc. | Porc ibèric 100%     |
| alimentació      | Pinsos de cereals                                           | Pinsos de cereals    | Penso, Pastura i glans                                                  |                      |
| denominació      | Pernil curat, pernil serrà                                  | pernil Duroc         | Pernil ibèric d'engreix, de recebo.                                     | Pernil ibèric de gla |
| curació          | 12-24 mesos                                                 | 14-30 mesos          | 14-36 mesos                                                             | 24-38 mesos          |

## Etapes del procés

### Recepció matèria primera
El pH no ha de ser excessivament alt (<5.8) per minimitzar el creixement microbià, no han de ser carns PSE / DFD, preferible carns més aviat grasses, ben refrigerades o congelades, que no tinguin fractures ni hematomes, carns de bona qualitat, baixa càrrega microbiana inicial i preferiblement peces grans.

### Classificació i tipificació en fresc
La matèria primera es pot recepcionar congelada o refrigerada. El pes total dels pernils en sang tindran un pes mínim de 9,5 quilos per a aquells que es presentin amb pota i de 9,2 quilos per als pernils sense pota. I, finalment, es tindrà en compte la quantitat de contingut gras.

### Perfilat
Eliminació de parts de la musculatura, greix i pell per conferir a les peces les proporcions i característiques de rodons, bisellats o curts.
- mètodes:
  - manual
  - mecànic

### Dessagnat
Evitar que es quedi sang retinguda a l'interior del pernil aplicant pressió.
- mètodes:
  - manual
  - mecànic

### Salaó
Potser és la part més important de tot el procés, ja que la qualitat dels pernils curats, serrans i ibèrics, es basa en la major o menor actuació de la sal. La salaó dels pernils ajuda en la deshidratació i té un paper important en la conservació (agent bacteriostàtic).
En què consisteix? Les peces es cobreixen amb sal marina amb la finalitat que aquesta penetri homogèniament en tota la massa muscular. La sal sol ser més grossa en el cas del pernil ibèric, i més fina si es tracta de pernil serrà.
Com es fa? Els pernils s'apilen a terra o en contenidors, alternant capa de sal-capa de pernil i així successivament. La primera capa i l'última són de sal. Com en la filera que està a baix va a penetrar més la sal per la pressió, a meitat del procés s'inverteix la posició de les peces.
La càmera de salaó es troba a 3-4 °C i amb una humitat relativa del 80-90%. Sembla alta, però hem de tenir en compte que les temperatures són molt baixes. En definitiva, en aquesta fase els pernils perden un 10% del seu pes.

#### Procés de salat

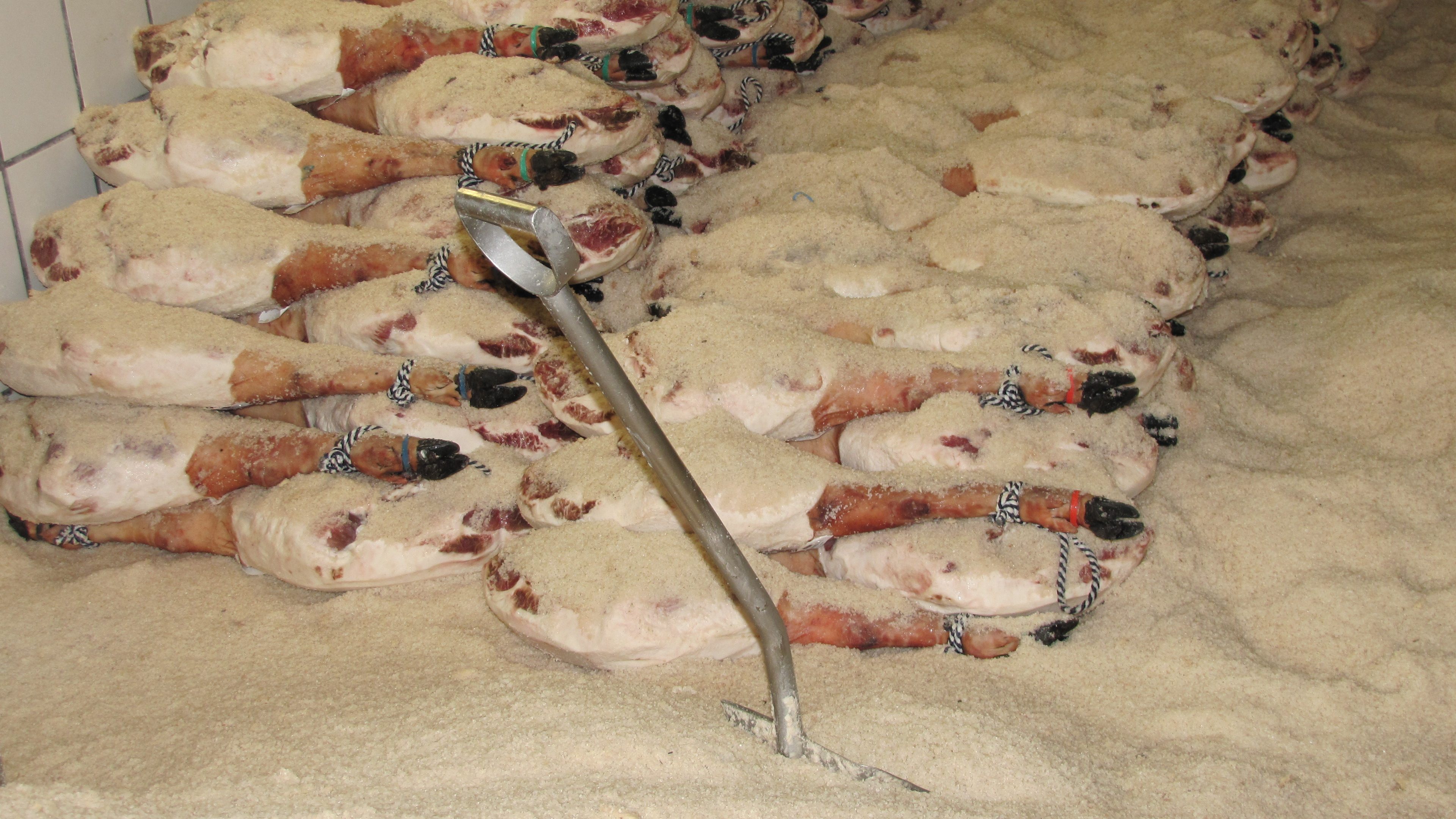
Procés de salat d'uns pernils.

El seu principal objectiu és la reducció de l'activitat de l'aigua per tal d' inhibir la proliferació de microorganismes i augmentar la seva vida útil, es porta a terme cobrint les peces amb capes de sal:
- tipus:
  - Piles: Alternant capes de sal amb pernils (4 capes). Amb l'escorça o greix cap avall (la sal penetra per les parts magres).
  - contenidors
  - Safates: Procés individualitzat

El temps dependrà del pes en contingut gras, des 0,65 dies-2 dies / quilo.
- Condicions del procés:
  - Temperatura: 4 °C
  - Humitat relativa: 90-95%

#### Repòs o Post-salat
Distribució homogènia de la sal.
- Condicions d'el procés:
  - Durada de repòs: 40-60 dies
  - Temperatura: 2-6 °C
  - Humitat relativa: 70-95%

### Assentament
Quan el pernil es treu de la pila de salaó ja ha pres tota la sal que va tenir fins al final del procés. No obstant això, aquesta es troba concentrada en la superfície mentre que les regions de l'interior pràcticament no contenen sal. Per això és necessari un període de post salat o equilibrament, on per procés de difusió es tendeix a una distribució uniforme de la concentració salina fins a aconseguir el punt exacte de sal. La durada mínima de l'equilibrament és variable i va en funció del contingut gras de cada peça ja que la penetració salina per difusió està molt condicionada per la presència de greix. Encara que en general aquest procés sol tenir una durada entre els 50 i 90 dies. Un altre factor important és que mentre s'està produint la penetració de sal a l'interior del pernil, hi ha un procés de sortida daigua a l'exterior, amb la consegüent pèrdua d'humitat des de la superfície. Per això, cal tenir un estret control de la humitat relativa de la càmera on es mantinguin els pernils, estimin del propi control de temperatura, que des dels 5 ° C inicials ha d'evolucionar fins als 16 o 20 ° C en el moment en què se'ls trasllada a l'assecador natural.

### Rentat amb aigua calenta
Es realitza per eliminar la sal superficial, per a això s'introdueixen els pernils en un recipient en el qual hi ha raspalls, les pues per fregament ajuden a aquest procés. Actualment, existeixen màquines automàtiques per efectuar el rentat i fregament de les peces.
És important que la sal estigui neta i que el rentat sigui correcte per evitar que el dipòsit de la sal a l'exterior del pernil inhibeixi el creixement de la flora. Fins aquí, s'ha fet un bon procés del pernil que pot servir per a qualsevol tipus que s'elabori; ara comencen els problemes, ja que el pernil va a quedar exposat, sense res que ho protegeixi, donat l'escàs valor antisèptic que es pot assignar a la sal a les variacions climàtiques, contaminació bacteriana, agressions de l'entorn, parasitisme, etc.
El rentat també es pot realitzar immediatament després de treure la cama de la sal. Si es fa això, cal deixar la cama pocs dies més (1,5 a 2 dies per kg), perquè la sal aconsegueixi ingressar als teixits musculars. També s'aconsegueix que un cop fet el rentat, es pugui inocular amb el fong especial, i no tornar a intervenir la cama fins al final del procés.

### Assecat i maduració
En aquesta etapa es traslladen els pernils a un assecador natural en què la humitat i la temperatura es controlen principalment mitjançant mecanismes de ventilació. La temperatura oscil·la entre els 15 º i els 30 º C durant els 6 a 9 mesos que dura l'assecat, el HR disminueix des 80% a 65% des del 60-150 dies (possible estufatge posterior: 25-35 °C, accelera l'assecat). En aquest temps, el pernil continua deshidratant i també té lloc el suat (difusió del greix entre les fibres musculars que permetrà retenir l'aroma un cop impregnades). El pernil pateix un processos de proteòlisi i lipòlisi.
- Proteòlisi: Degradació enzimàtica de proteïnes en pèptids i aminoàcids → tendresa i sabor
- Lipòlisi: Hidròlisi enzimàtica de lípids generant ácids grassos lliures → Aroma

### Envelliment en celler
Després d'una classificació prèvia segons el seu pes, qualitat i conformació, els pernils i paletes passen al celler on conclou l'última fase del curat, madurant lentament. Romandran entre 6 i 18 mesos segons la classificació anterior. En aquesta fase la temperatura oscil·la entre els 15 i 25 ° C i amb humitats relatives al voltant del 40-65%.
Tant una bona assecador natural, com un bon celler, han de permetre realitzar totes aquestes operacions de forma absolutament natural, sense actuar per cap procediment no consagrat per la tradició i la pràctica. És una qüestió de sensibilitat, ja que el resultat final dependrà tant de les característiques del propi assecador com de l'habilitat de les gents que en el treballen, i que amb una dedicació total i una experiència manifesta, han de combinar els factors d'altitud, microclima, grau higromètric, variacions diàries de temperatura, i velocitat de l'aire, dirigint un procés el final és l'obtenció del pernil ibèric de gla.
- Comprovació de possibles defectes d'olor.
  - Defectes de cala: Defectes associats a el creixement de determinats bacteris com Serratia liquefaciens, Proteus vulgaris i Enterobacter agglomerans.

### Operacions d'acabat
- desossat
- Premsat i modelat
- envasat
- llescat

## Propietats nutricionals
Des del punt de vista nutricional, el procés de modificació de les seves proteïnes i els seus greixos durant la seva curació fan del pernil un producte lleuger, amb més proteïnes i menys greixos que el producte en fresc. Les seves proteïnes són d'alta qualitat, és a dir, conté tots els aminoàcids essencials (100 g de pernil serrà equivalen a el 33% del consum diari de proteïnes recomanat).
A més, és un producte que no necessita colorants. El pernil serrà és molt digestiu i sa. Conté àcids grassos insaturats i és un aliment ric en vitamines B1 i B6, fòsfor, ferro, potassi i zinc. De fet, un estudi del Centre Grand Forks d'Investigació de Nutrició Humana, assegura que el serrà és molt recomanable per retardar l'aparició de la fatiga en els esportistes gràcies als seus continguts en vitamines i minerals.
Posseeix un bon equilibri d'àcids grassos, de similar naturalesa que les de l'oli d'oliva. A més a més, malgrat que està curat en sal, amb prou feines conté aquest mineral.

## Producció i consum
Espanya és el primer productor mundial de pernils i paletes guarits. El 2003 va superar els 41,5 milions de peces, de les quals el 86,5% correspon a pernils i el 13,5% restant a les paletes. Espanya és igualment el primer consumidor amb un consum per habitant i any de 5 kg.
|                 | 1999       | 2000       | 2001       | 2002       | 2003       |
| --------------- | ---------- | ---------- | ---------- | ---------- | ---------- |
| Nombre de peces | 32.160.000 | 33.253.000 | 33.884.807 | 39.550.000 | 41.527.500 |

La Unió Europea és la zona on es desenvolupa el major intercanvi comercial de pernils i paletes guarits. Espanya ocupa un segon lloc en el rànquing exportador Europeu per darrere de Itàlia. Els països de la Unió Europea són els principals destins de les exportacions espanyoles de pernil curat. França, Alemanya i Portugal, conjuntament, concentren el 75,8% del volum i el 70,6% el valor total de les expedicions.
El pernil és molt popular a la península ibèrica per menjar-lo com tapa en locals o en forma d'entrepà

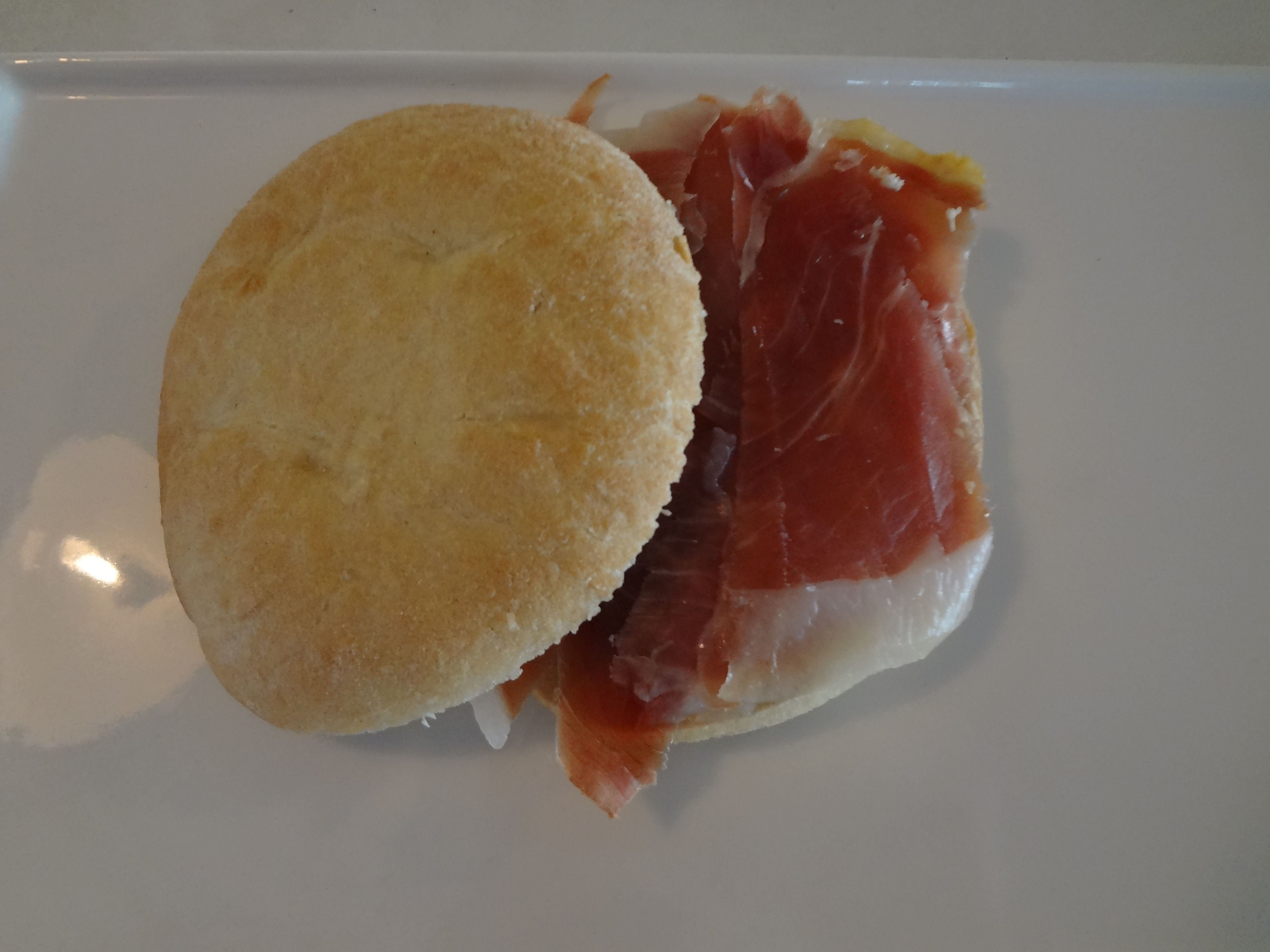
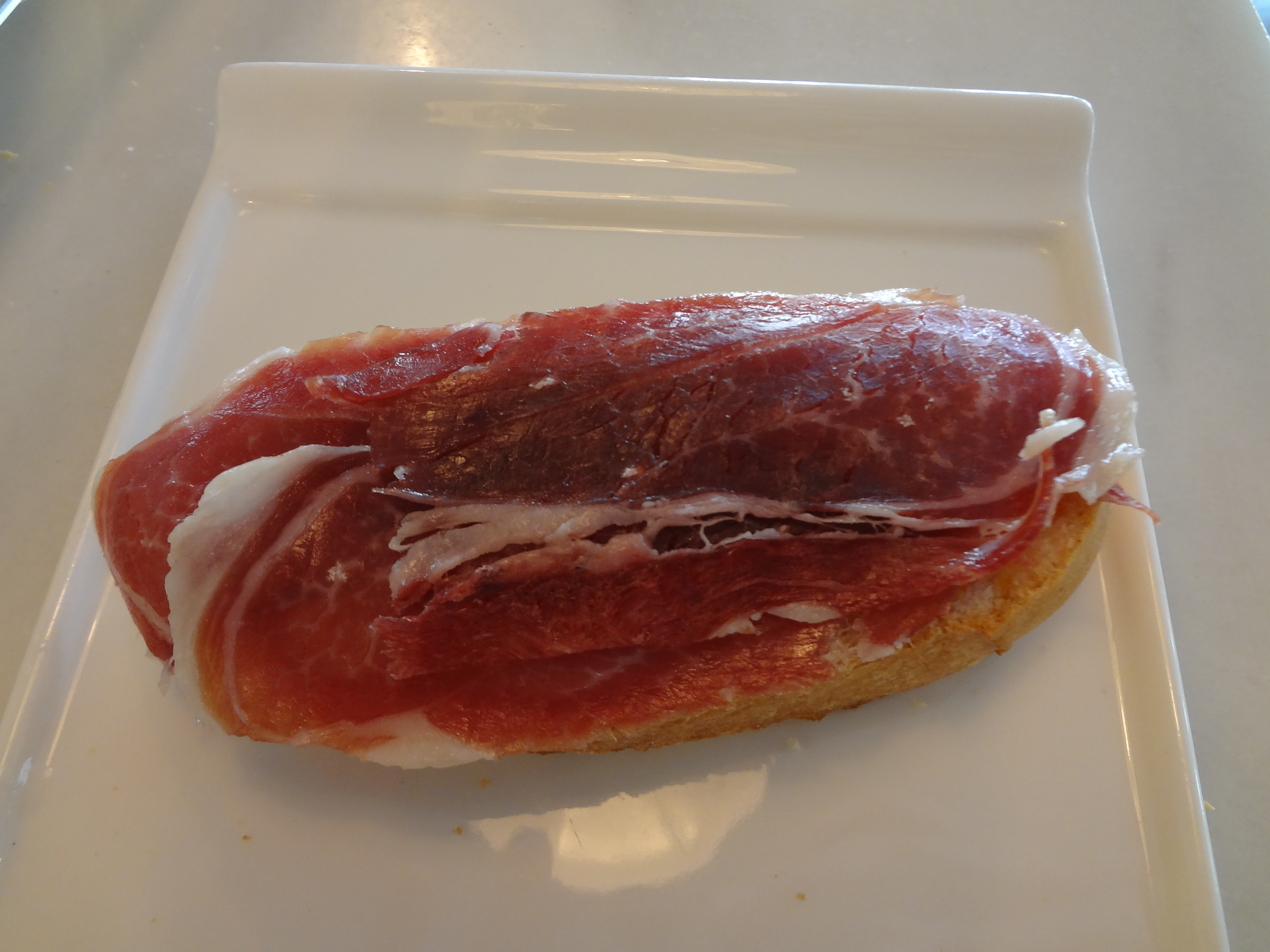

## Cura i conservació
Al consumir-lo, després de tallar-lo, la superfície del pernil se sol cobrir amb el seu propi greix per evitar que s'assequi. Per a això es tallen llesques àmplies dels laterals col·locant-les, "a la vista", sobre la superfície del tall .